# Вукојевица
Вукојевица је насељено место у општини Чаглин, у Славонији, Република Хрватска.

## Историја
До територијалне реорганизације у Хрватској насеље се налазило у саставу бивше велике општине Славонска Пожега.

## Становништво
Насеље је према попису становништва из 2011. године имало 76 становника.
| Националност       | 1991.       |
| Хрвати             | 72 (68,57%) |
| Срби               | 33 (31,42%) |
| Југословени        | 0           |
| остали и непознато | 0           |
| Укупно             | 105         |